# Nerol
El nerol es un alcohol monoterpenoide que se encuentra en muchos aceites esenciales, como los que se encuentran en la hierba limón y el lúpulo. Originalmente se aisló del aceite de neroli, de ahí su nombre. Este líquido incoloro se utiliza en perfumería. Al igual que el geraniol, el nerol tiene un olor a rosas, pero se considera más fresco que éste. Los ésteres y derivados relacionados con el nerol se denominan nerilos, por ejemplo, el acetato de nerilo.
El nerol es isómero del geraniol, en el que el doble enlace es trans. Pierde agua fácilmente para formar dipenteno. El nerol puede sintetizarse mediante pirólisis del beta-pineno, que también produce mirceno. La hidrocloración del mirceno da lugar a una serie de cloruros isoméricos.